# Montessori College Nijmegen

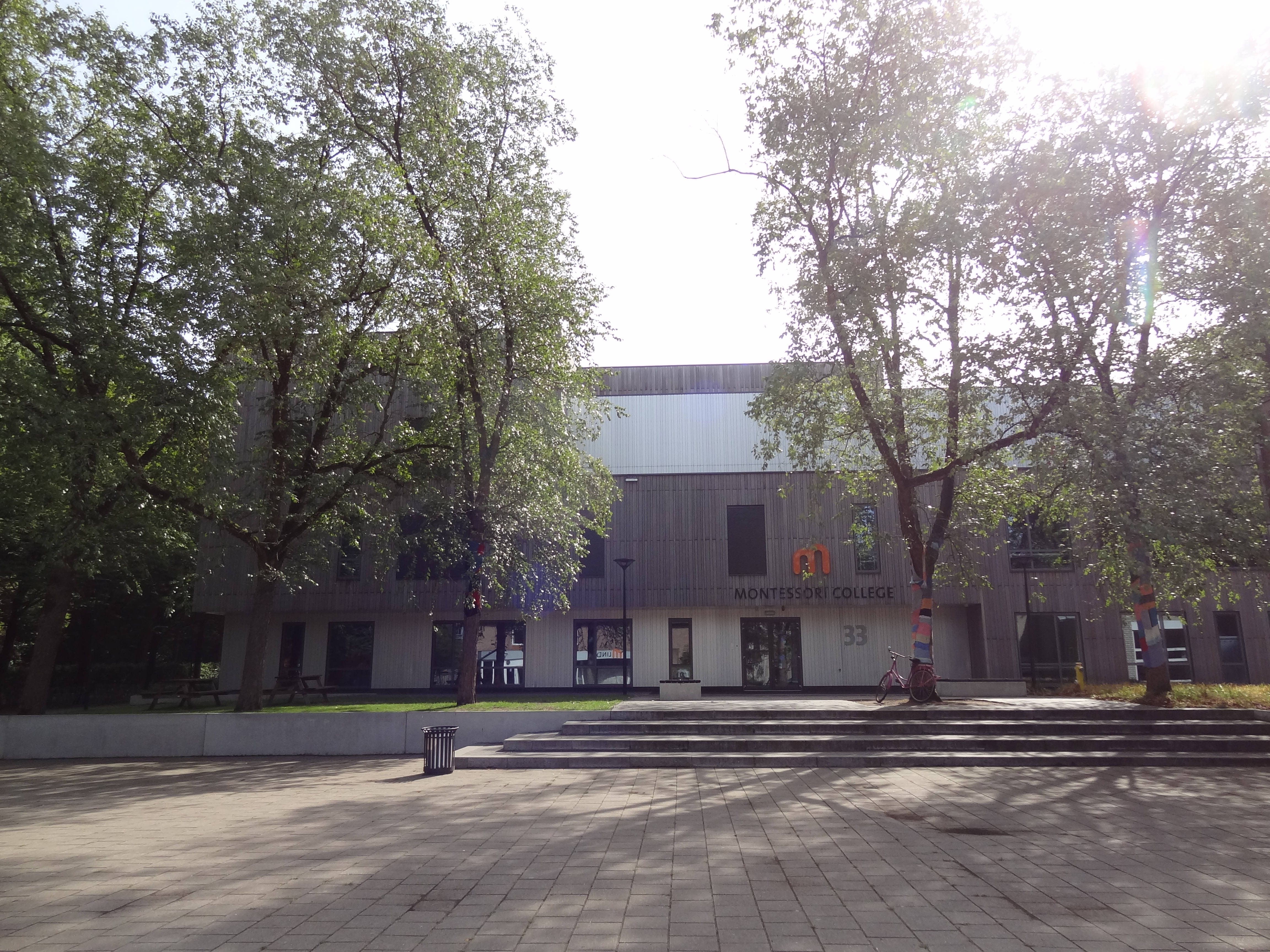
Hoofdingang Montessori College Kwakkenbergweg 33, Nijmegen

Montessori College Nijmegen is een scholengemeenschap voor vmbo, havo, en vwo in Nijmegen en Groesbeek. Sinds het schooljaar 2018-2019 heeft het Montessori College ook het zogeheten Agora-Onderwijs. Agora is een nieuw onderwijsconcept dat voor het eerst op 1 augustus 2014 werd ingevoerd. Schoolvakken zijn vervangen door onderzoek naar de wereld. Huiswerk, toetsen en methodes zijn er niet. Op Agora gaan leerlingen zelf de wereld ontdekken en kennis opdoen. Ieder maakt vanuit zijn eigen wensen, vragen en interesse een persoonlijke leerroute. Dat verhoogt de motivatie en prikkelt de natuurlijke nieuwsgierigheid van leerlingen. Leraren begeleiden de leerlingen bij hun eigen leerroute en heten daarom coaches.
Het Montessori College Nijmegen is een van de 15 scholen voor Voortgezet Montessori onderwijs in Nederland.
Het Montessori College heeft drie locaties:
twee in Nijmegen:
- Kwakkenbergweg 27, Nijmegen. (vmbo-T, havo en vwo).
- Kwakkenbergweg 33, Nijmegen. (vmbo Basis/Kader/Theoretisch) - (Dakpanklas, eerste en tweede schooljaar, daarna B/K of Theoretisch aan de Kwakkenberg 27)

En in Groesbeek:
- Spoorlaan 16, Groesbeek (vmbo- B/K & T)

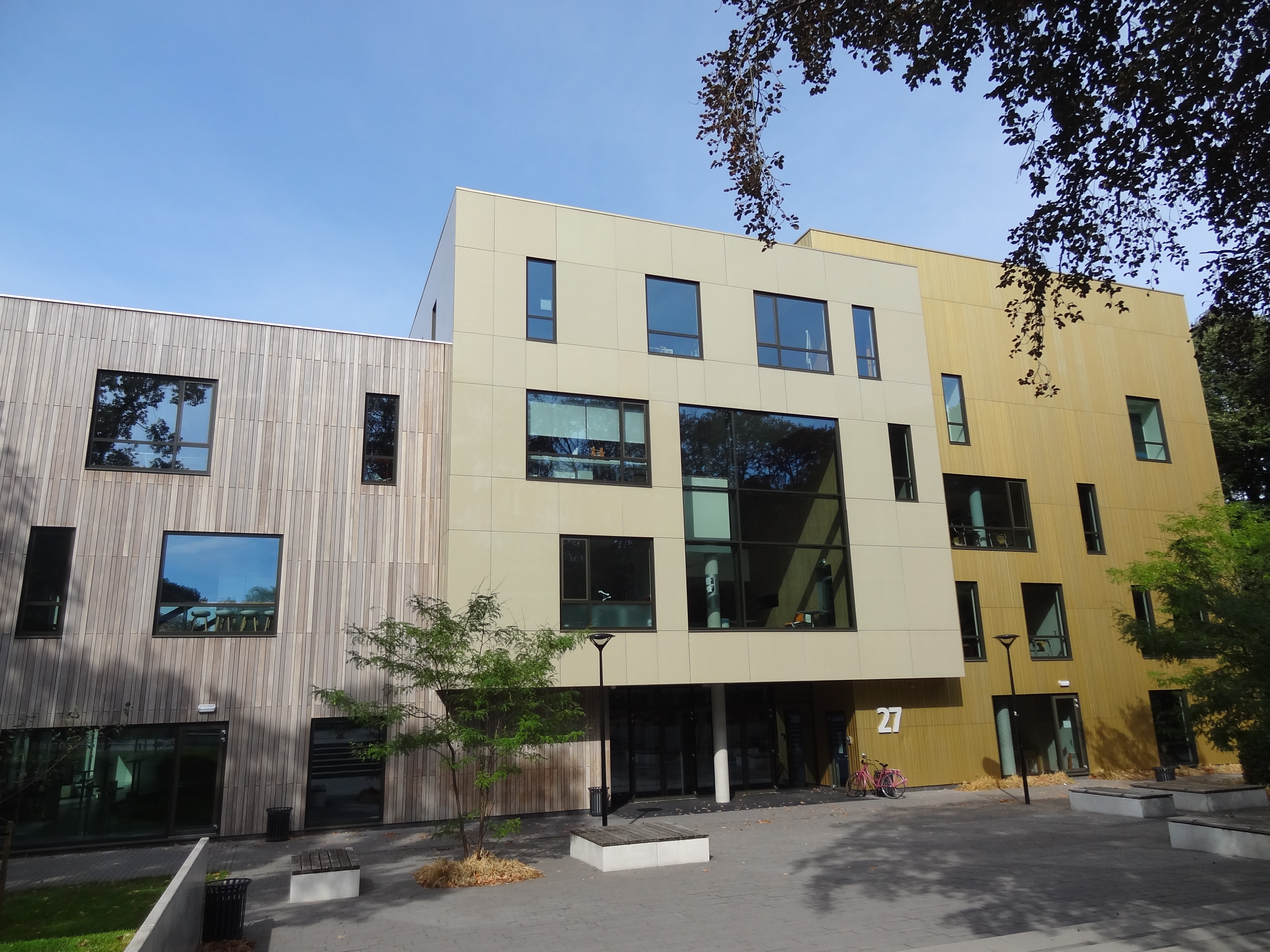
Hoofdingang Montessori College Kwakkenbergweg 27, Nijmegen

De locaties op de Kwakkenbergweg 27 en 33 zijn resultaat van een recent nieuwbouwproject. De Kwakkenbergweg 27 is in 2014 in gebruik genomen, de Kwakkenbergweg 33 (op de plaats van het oude internaat "De Westerhelling") is in 2015 in gebruik genomen.
De school profileert zich op het gebied van cultuur en doet mee met het Universum Programma. De school heeft ervoor gekozen zich op het domein van het bètaonderwijs verder te ontwikkelen en de exacte vakken centraal te stellen in haar schoolprofiel.

## Ontstaansgeschiedenis
Het Montessori College Nijmegen is in 1993 ontstaan uit een fusie van vier scholen:
- Montessori scholengemeenschap "De Westerhelling" (mavo en havo), Kwakkenbergweg 33, Nijmegen
- Katholiek scholengemeenschap "De Sprong" (VBO en I-VBO), Berg en Dalseweg 295, Nijmegen
- Ivo-Mavo het Galgeveld, Archipelstraat, Nijmegen
- Katholieke scholengemeenschap Groesbeek (mavo), Spoorlaan 16, Groesbeek.

Met de fusie van deze scholen heeft het Montessori College tevens ministeriële toestemming ontvangen om een vwo-afdeling te starten, waarmee het Montessori College een brede scholengemeenschap werd. Overigens zijn "De Sprong" en "De Westerhelling" ook weer voortgekomen uit eerdere fusies.